# کوزوئه یوشیزومی
کوزوئه یوشیزومی (انگلیسی: Kozue Yoshizumi؛ زادهٔ ۷ سپتامبر ۱۹۷۹) صداپیشه اهل ژاپن است.